# NGC 4705
NGC 4705 (другие обозначения — MCG -1-33-16, IRAS12468-0455, PGC 43350) — спиральная галактика с перемычкой (морфологический тип по Вокулёру SBbc) в созвездии Девы. Галактика открыта У. Гершелем в 1787 году.
Имеет бар и кольцо. Показатель цвета галактики B−V соответствует отношению массы к светимости в полосе I в диапазоне 1,8—2,46 в солнечных единицах, однако такое соотношение привело бы к нереалистично большой скорости вращения, поэтому реальное значение этой величины оценивается как близкое к единице.
Этот объект входит в число перечисленных в оригинальной редакции «Нового общего каталога».
Составляет пару с галактикой NGC 4718, находящейся на расстоянии 17,6′.